# Myrmecium monacanthum
Myrmecium monacanthum är en spindelart som beskrevs av Simon 1897. Myrmecium monacanthum ingår i släktet Myrmecium och familjen flinkspindlar.
Artens utbredningsområde är Venezuela. Inga underarter finns listade i Catalogue of Life.